# 拍马屁
拍马屁，意思是为得到对方的欢心，对自己的抬爱或其他原因而不顾客观实际地谄媚、赞美或奉承对方。例如某些公司职员会拍其领导的马屁来获取领导对自己的信任和提拔。善于拍马屁的人通常称为“马屁精”。